# Югославизм

Сине-бело-красный флаг — символ Югославии и панславянского движения, принят на съезде в Праге в 1848 году.

Флаг Социалистической Федеративной Республики Югославии, который стал популярным символом у югославистов после её распада.

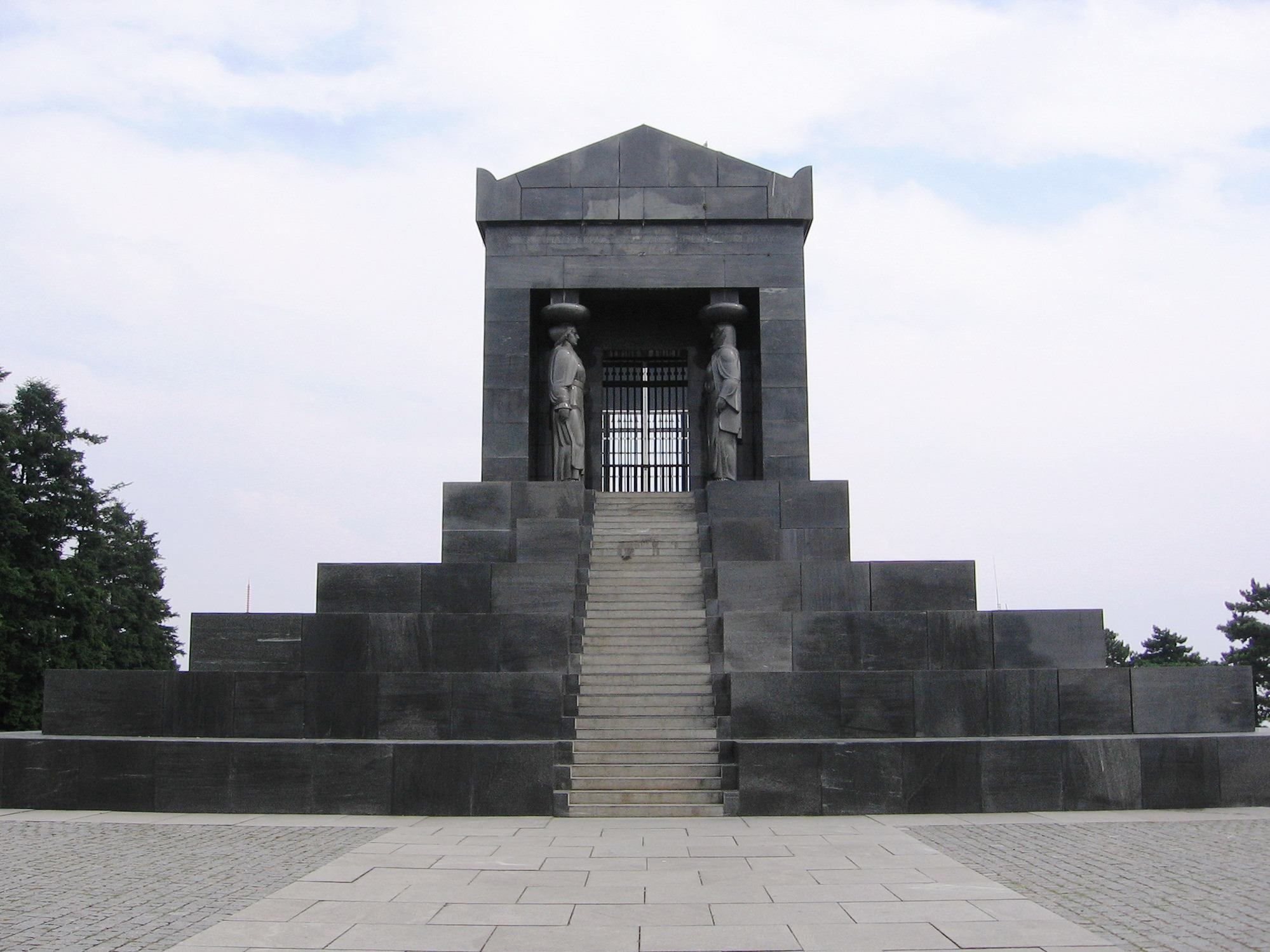
Памятник неизвестному герою в Белграде. Он посвящён югославам, павшим в ходе Балканских войн и Первой мировой войны.

Югославизм (сербохорв. Југословенство / Jugoslavenstvo) — паннациональная, панславянская, ирредентистская концепция, продолжение идеи иллиризма, которая затрагивает не один из южнославянских народов, а всех одновременно. Некоторые сторонники этой идеи на Балканах и вовсе считают себя одним единым народом — югославами. Югослависты исторически выступали за объединение всех территорий, населенных южнославянскими народами, которые ныне живут в следующих государствах: Босния и Герцеговина, Хорватия, Черногория, Сербия, Словения и Северная Македония, а также Болгария.
Югослависты утверждают, что конфессиональные различия и противоречия между югославскими народами являются результатом иностранного империализма, неоднократно имевшего место в истории Балкан. Чтобы избежать лишних споров и ругательств, югослависты обычно избегают какого-либо религиозного подтекста.
Югославизм всегда имел два основных внутренних структурных подразделения, которые обычно вызывали раскол движения.
Одна из фракций стремится к централизованному государству и ассимиляции всех национальностей в единую национальность югославов.
Другая фракция является сторонником децентрализованной и мультикультурной федерации, которая позволила бы сохранить существующие различия народов, но содействовала бы их единству, в то же время эта фракция выступает против идеи централизации и ассимиляции. Одно из опасений — установление сербской гегемонии, что привело бы не столько к единству, сколько к поглощению сербами остальных народов.

## История
Уже в первой половине XIX века в рамках освободительной борьбы югославянских народов против Османской империи и империи Габсбургов появились идеи их культурного и политического сближения. Так, в 1844 году Гарашанин, Илия в своем произведении «Начертание» писал, что Сербия должна стремиться к созданию большого югославянского государства под ее началом, поскольку только так южные славяне смогут обеспечить свою независимость. С другой стороны хорватский политик Анте Старчевич был сторонником создания «Великой Хорватии», независимого славянского государства, территория которого должна была включать всю территорию южных славян, включая Сербию, которая, по его мнению, является лишь исторической территорией Хорватии.
Термины «югослав» и «югославянин» впервые употребил сербский публицист Теодор Павлович, который был противником хорватского иллирийского движения. Он в 1839 году предложил заменить термин «иллиризм» на термин «югославянство». Идеологами югославизма как политического движения были хорваты Йосип Юрай Штросмайер и Франьо Рачки. Они считали, что поскольку югославянские народы уже давно национально оформились, то создать единый народ не представляется возможным, но вполне возможно создать единое югославское государство, в котором на равных правах братские народы будут сосуществовать.
Югославизм был мощной политической силой во время Первой мировой войны. Уже в начале войны, 7 декабря 1914 года, Народная скупщина Сербии приняла Нишскую декларацию, в которой в качестве цели войны провозглашалось создание единого государства сербов, хорватов и словенцев. 30 мая 1915 года группа хорватских, сербских и словенских политических деятелей, выступавшая за освобождение югославянских территорий из под власти Австро-Венгрии и их дальнейшее объединение с Сербией и Черногорией, образовала в Лондоне Югославянский комитет. 20 июля 1917 года Никола Пашич от имени правительства Сербии и Анте Трумбич от имени Югославянского комитета подписали Корфскую декларацию, в которой заявлялось общее желание сербов, хорватов и словенцев объединиться в едином свободном и независимом государстве с единой территорией и единым гражданством.
В связи с поражением Австро-Венгрии в войне 29 октября 1918 года из территорий Австро-Венгрии, на которых проживали югославянские народы, было провозглашено создание Государства Словенцев, Хорватов и Сербов, которое было признано исключительно Королевством Сербия. На конференции в Женеве, проходившей с 6 по 9 ноября 1918 года, в которой приняли участие, наряду с Николой Пашичем и Анте Трумбичем, представители Народного вече Государства Словенцев, Хорватов и Сербов было подписано Женевское соглашение, в котором заявлялось что его участники «единодушно, торжественно и перед всем миром» провозглашают «объединение в государство Сербов, Хорватов и Словенцев», ожидая, что «народ Черногории, которому открыты наши братские объятия, … поспешит поприветствовать и присоединиться к этому акту». 1 декабря 1918 года было провозглашено Королевство сербов, хорватов и словенцев.
Были предприняты попытки включить Болгарию в состав Югославии. Болгарский государственный переворот 1934 года привел к власти силы, которые заявили о своем намерении немедленно заключить союз с Францией и искать возможности вступления Болгарии в единую Югославию, однако эта цель не была достигнута.
В послевоенной социалистической Югославии понятие «югославы» приобрело квазиэтническое значение и стало обозначать возможность альтернативного национального самоопределения жителей страны, независимо от национальности — то есть включая как славянские, так и неславянские этносы, например косовских албанцев, венгров Воеводины, немецкого меньшинства в Словении, далматинских итальянцев и проч. Самоопределению югославов, в частности, способствовала государственная поддержка атеизма, поскольку основные различия между сербами, хорватами и боснийцами лежали именно в религиозной плоскости (православие, католицизм и ислам).
Распад СФРЮ и кровавые межэтнические войны 1990-х и 2000-х годов позже привели к определённому возрождению понятия «югославы» как проявления югоностальгии по мирной довоенной жизни, способа заявить о политической позиции неприятия этнонационализма.